# Oliestook
Met de term oliestook werd in het algemeen ruimteverwarming door middel van aardolieproducten bedoeld.
Er kwamen vier soorten brandstof in aanmerking, die in de volgorde van duur naar goedkoop, en van lichte naar zware fractie als volgt kunnen worden ingedeeld:
- Petroleum (kerosine)
- Lichte huisbrandolie (HBO)
- Zware huisbrandolie
- Stookolie

De lichtere soorten (petroleum en lichte huisbranddolie) werden vooral door particulieren gebruikt. Zware huisbrandolie en vooral stookolie is enkel geschikt voor grote installaties, zoals centrale verwarming en collectieve verwarming. Collectieve verwarming werd wel toegepast in flatgebouwen. De olie werd aangeleverd door een petroleumboer.
Voordeel van oliestook boven de kolenkachel is dat de bediening veel eenvoudiger is. Dit maakt het mogelijk om in meerdere vertrekken een kachel te plaatsen, wat bij kolenstook bezwaarlijk was. Ook is oliestook schoner. Nadeel ten opzichte van gaskachels is dat een olietank noodzakelijk is. Deze kon bij particulieren in het voormalige kolenhok worden opgesteld, en werd soms ook in de grond ingegraven. Het opstarten kon weleens aanleiding geven tot ploffen, als er een plas olie in de kachel kwam te staan.

## Geschiedenis
Oliestook verving vanaf ongeveer 1950 geleidelijk aan de kolenkachels, doch heeft deze nimmer geheel verdrongen. Het hoogtepunt van de verkoop van oliehaarden lag voor Nederland in 1965, maar de met behulp van aardolieproducten geleverde energie voor huisbrand bleef stijgen tot ongeveer 1970, mede door de op olie gestookte centrale-verwarmingsinstallaties en de collectieve installaties. 
Veel kachelfabrikanten gingen over van de productie van kolenkachels op die van oliekachels, wat echter grote investeringen vergde op het gebied van de bewerking van plaatijzer en certificering. Toen omstreeks 1964 bekend werd dat aardgas beschikbaar kwam en beloofd werd dat deze brandstof goedkoop zou zijn, stagneerde de verkoop van oliestookinrichtingen. In 1968 werd het Voorlichtingscentrum Oliestook opgeheven. Diverse bedrijven die op de fabricage van oliekachels waren overgegaan konden hun investeringen niet terugverdienen en gingen failliet.
Wat bleef waren de olietanks die een inhoud van duizenden liter konden bevatten. Deze moesten worden weggehaald ofwel worden gesaneerd.